# András Balczó
András Balczó (Kondoros, 16 de agosto de 1938) é um ex-pentatleta húngaro, tricampeão olímpico e decacampeão mundial. É considerado o mais vitorioso atleta do pentatlo moderno. Ele é casado com a ex-ginasta Mónika Császár.

## Carreira
András Balczó representou seu país nos Jogos Olímpicos de 1960, 1968 e 1972, na qual conquistou a medalha de ouro, no pentatlo moderno, em 1972 no individual e 1960 e 1968 por equipes. 